# Heréd
Heréd es un pueblo húngaro perteneciente al distrito de Hatvan, condado de Heves.

## Superficie
Cuenta con una superficie de 13,96 km².

## Demografía
Hasta 2024 la población era de 1757 habitantes, con una densidad de población de 125,85 hab/km².
| Gráfica de evolución demográfica de Heréd entre 2020 y 2024 |
|                                                             |
| Datos según la Oficina Central de Estadística de Hungría.   |